# 円谷裕二
円谷 裕二（圓谷裕二、つぶらや ゆうじ、1952年(昭和27年) - ）は、日本の哲学者、九州大学名誉教授。

## 略歴
福島県生まれ。福島県立磐城高等学校卒。1976年（昭和51年）東京大学文学部哲学科卒業。1982年（昭和57年）東京大学大学院人文科学研究科博士課程単位取得満期退学。1990年（平成2年）信州大学教養部助教授、1994年（平成6年）九州大学文学部助教授、1998年（平成10年）九州大学大学院人文科学研究院哲学講座教授。2018年定年退任、名誉教授。

## 著書
- 『経験と存在 カントの超越論的哲学の帰趨』東京大学出版会 2002
- 『近代哲学の射程 有限と無限のあいだ』放送大学教育振興会 2003
- 『知覚・言語・存在　メルロ＝ポンティ哲学との対話』九州大学出版会、2014
- 『デカルトとカント　人間・自然・神をめぐる争い』北樹出版、2015

## 共編著
- 『新しい認識への論理』共著、公論社、1984
- 『哲学理論の歴史』共著、公論社、1985
- 『哲学への旅－不安への誘い－』共著、北樹出版、1988
- 『西洋哲学の歴史』共著、公論社、1988
- 『カント読本』共著、法政大学出版局、1989
- 『西洋哲学の展開』共著、公論社、1993
- 『現代カント研究 5　社会哲学の領野』編著、晃洋書房、1994
- 『カントと生命倫理』共著、晃洋書房、1996
- 『西洋哲学史ー根源知の成立と展開』共著、公論社、1997
- 『講座　近・現代ドイツ哲学Ⅰーカントとドイツ観念論』共著、理想社、2004�
- 『カントを学ぶ人のために』共著、世界思想社、2012
- 『生と死の探求』共著、九州大学出版会、2013

### 翻訳
- 『バイオエシックスの基礎－欧米の「生命倫理」論－』共訳、東海大学出版会、1988
- H.T.エルゲルハート著『バイオエシックスの基礎づけ』共訳、朝日出版社、1989
- G.プラウス著『カント認識論の再構築』共訳、晃洋書房、1992
- 『カント全集 13 批判期論集』共訳、岩波書店、2002

### 近年のおもな論文
- "Sur la relation entre le monde vécu et le sujet corporel dans la philosophie de Merleau-Ponty",TETSUGAKU NENPO,Annual of Philosophy,No.74,2015(フランス語),
- ""Faktum der Vernunft" als Überwindung des Dualismus in Kants Ethik",TETSUGAKU NENPO,Annual of Philosophy,No.75,2016(ドイツ語),
- 「哲学と政治―ハンナ・アーレントの行為論に即して」、九州大学大学院人文科学研究院紀要『哲學年報』第76輯、2017,
- 「『判断力批判』における超越論的哲学の新たな可能性―反省的判断力の根源性」、『新・カント読本』所収、法政大学出版局、2018,
- 「カントの超越論的哲学からアーレントの政治哲学へ―根源悪と人権概念をめぐって」、九州大学大学院人文科学研究院紀要『哲學年報』第77輯、2018
- 「カントとメルロ=ポンティ―世界概念と反省的判断力をめぐって―」、『日本カント研究』第19巻、2018、

## 注
1. ↑  『知覚・言語・存在』著者紹介